# Skämtaren Sune
Skämtaren Sune utkom 8 september 2010 och är den 27:e boken i Suneserien av de svenska författarna Anders Jacobsson och Sören Olsson.

## Bokomslag
Bokomslaget visar Sune omgiven av skrattande munnar.

## Handling
Sune har problem då han inte lyckats någon tjej på flera veckor, och börjar bli desperat. Inte ens Sophie verkar intresserad längre, utan tycker att Sune är pinsam. Sune känner sig fullständigt värdelös.
Sunes storasyster Anna ger Sune ett tips, tjejer gillar humor, och Sune vill bli den roligaste killen i hela Glimmerdagg.

## Teman
Boken tar upp frågan om hur man blir populär, och att känna sig värdelös.

### Fotnoter
1. ↑  ”Skämtaren Sune” (på engelska). Worldcat. 12 mars 2010. https://www.worldcat.org/title/skamtaren-sune/oclc/690106117&referer=brief_results. Läst 29 mars 2015.